# Liste von Persönlichkeiten der Stadt Dillingen an der Donau

Wappen der Stadt Dillingen an der Donau

Die Liste von Persönlichkeiten der Stadt Dillingen an der Donau enthält in Dillingen an der Donau, der Kreisstadt im Landkreis Dillingen an der Donau, geborene Persönlichkeiten sowie solche, die zu der Stadt einen Bezug haben, weil sie hier beispielsweise ihren (Haupt-)Wirkungskreis hatten, ohne selbst dort geboren zu sein. Die Liste erhebt keinen Anspruch auf Vollständigkeit.

## Persönlichkeiten

### Ehrenbürger
- Thaddäus Hornung (1876–1962), Erzieher, Seminarinspektor am bischöflichen Knabenseminar, verliehen 1946[1]
- Karl Böck[2] (1916–2009), Begründer der Akademie für Lehrerfortbildung, verliehen 1981[3]
- Sr. Irma Staudinger[2] (* 1935), ehemalige Generaloberin der Dillinger Franziskanerinnen, verliehen 1991[4]
- Ernst Pfeifer (1919–2007), Stadtrat, verliehen 1994[5]
- Ludwig Häring(* 1934), Direktor der Akademie für Lehrerfortbildung und Personalführung, verliehen 2001[6]
- Marlene Wetzel-Hackspacher (1922–2019[7]),[2] Unternehmerin, 1948 erste Konditormeisterin in Bayern, verliehen 2003[8]
- Hans-Jürgen Weigl (* 1943), Oberbürgermeister, verliehen 2008[2]
- Wilhelm Röll (* 1930),[9] Chefarzt des Dillinger Kreiskrankenhauses, verliehen 2010[10]
- Gottfried Fellner (* 1945), Pfarrer von St. Peter in Dillingen von 1986 bis 2012, verliehen 2012[9]
- Paul Sinz (* 1943), Pfarrer von Mariä Reinigung Steinheim, Unsere Lb. Frau im Moos Kicklingen und St. Blasius Fristingen bis 2023, verliehen 2024[11]

### In Dillingen geboren
- Adalbero (aus dem Geschlecht der Grafen von Dillingen), Bischof von Augsburg 887–910
- Dietrich von Plieningen (1453–1520), Humanist
- Leonhard Wiedemann (um 1470–1646), Abt in Ottobeuren
- Georg Vogtherr (1487–1539), Reformator in Feuchtwangen
- Heinrich Vogtherr der Ältere (1490–1556), Maler, Zeichner, Holzschneider, Radierer, Buchdrucker, Verleger, Verfasser von Flugschriften, Dichter geistlicher Lieder, Autor medizinischer Schriften und Augenarzt.
- Walpurga Hausmännin (1510/1527–1587), Opfer der Dillinger Hexenprozesse
- Hieronymus Otto Agricola (1571–1627), Fürstbischof von Brixen
- Georg Christoph Rösch (1577–1634), Weihbischof in Eichstätt
- Peter Wall (1582–1630), Weihbischof
- Leonhard Haag (1589–1635), Zeichner und Maler
- Johann Mayer (–1615), Druckereibetreiber in Dillingen, Nachfolger seines Vaters, dem ersten Dillinger Drucker Sebald Mayer[12]
- Georg Schweickhard (–1616), Universitätsrektor und Generalvikar in Würzburg
- Hieronymus Otto Agricola (geb. Bauer) (1571–1627), Fürstbischof von Brixen
- Christian Keifferer (um 1575–1636), Klosterkomponist in Weißenau
- Georg Rösch (1577–1634), Weihbischof in Eichstätt und Bischof in Philadelphia
- Peter Wall (1582–1630), römisch-katholischer Geistlicher
- Leonhard Haag (1589–1635), Maler und Zeichner
- Matthias Eyrl von Eyrsperg (1614–1680), Bürgermeister von Wiener Neustadt
- Heinrich Roth (1620–1668), Missionar in Indien
- Heinrich Scherer (1628–1704), Geograph und Mathematiker
- Athanasius von Dillingen (1635–1714), wurde als Johannes Hofacker geboren. Der Kapuziner war als Missions- und Festprediger in Süddeutschland tätig
- Ignaz Mayer (–1668), akademischer Buchdrucker, Sohn von Barbara und Johann Mayer sowie Enkel des ersten Dillinger Buchdruckers Sebald Mayer, Nachfolger seines Vaters ab 1654[13]
- Johann Jakob von Mayr (1677–1749), Weihbischof in Augsburg
- Johann Alois Jehle, Landesdefensionsoberst und Kommandant von Braunau während des bayerischen Volksaufstandes 1705. Am 18. Dezember 1705 berief er für den 21. Dezember das Braunauer Parlament ein
- Emanuel Mayr (1716–1780), Abt von Raitenhaslach
- Veit Joseph Jung (1727 oder 1731; † 7. November 1805), Schmiedemeister, der Legende nach Retter der Stadt Neumarkt in der Oberpfalz
- Johann Adam Schwarz (1730–1767), erster Buchdrucker in Ecuador
- Joseph Maria Helmschrott (1759–1836), Benediktiner, Bibliothekar und Gymnasiallehrer
- Sebastian Franz von Braunn (1762–1842), Bayerischer Generalleutnant
- Carl Friedrich Weinmüller (1763–1828), Hofopernsänger in Wien
- Carl Weinmüller (1764–1828), Bass und Theaterregisseur
- Clemens von Raglovich (1766–1836), Kgl. Bayerischer General und Reichsrat
- Antonia Laucher (1786–1871), Sopranistin
- Wilhelm von Manz (1804–1867), Generalleutnant, Bayerischer Kriegsminister
- Sr. Maria Theresia Haselmayr (1808–1878), Generaloberin, Mitbegründerin der Regens-Wagner-Stiftungen
- Friedrich Wilhelm Hartmann (1809–1874), Bauingenieur
- Wilhelm Bauer (1822–1875), der Erfinder des (deutschen) U-Bootes
- Max Joseph Oertel (1835–1897), Universitätsprofessor und Pionier der ärztlichen Wissenschaft
- Ferdinand Zenetti (1839–1902), Bürgermeister und Ehrenbürger von Lauingen (Donau)
- Hugo Freiherr von Habermann (1849–1929), Maler
- Thessa Gradl (1867–1914), Sopranistin
- Franz Xaver Thalhofer (1867–1925), Religionspädagoge
- Alois Zeiler (1868–1966), Reichsgerichtsrat
- Hermann Gradl d.Ä. (1869–1934), Kunstmaler, Radierer, Bildhauer und Kunstgewerbler des Jugendstils
- Friedrich Rittelmeyer (1872–1938), evangelischer Theologe und Mitbegründer der Christengemeinschaft
- Max Joseph Gradl (1873–1934), Maler, Gebrauchsgrafiker, Architekt sowie Schrift- und Schmuckdesigner des Jugendstils
- Georg Philipp Wörlen (1886–1954), Maler und Graphiker
- Johannes Madel (1887–1939), Geologe
- Sebastian Englert OFMCap (1888–1969), Missionar und Sprachenforscher
- Josef Becker-Dillingen (1891–1983), Land- und Gartenbauwissenschaftler
- Theodor Geyr (1895–1953), Kirchenmaler
- Maximilian Geiger (1896–1974), Bankier
- Max Reinhard (1896–1978), NS-Funktionär
- Luitpold Haberl (1898–1989), Gründungsdirektor des Fremdspracheninstituts München
- Ingeborg Geisendörfer (1907–2006), deutsche Politikerin (CSU), 1953–1972 Mitglied des Deutschen Bundestags (CSU), 1959 Mitglied der Synode der Evang.-Luth. Kirche in Bayern, 1988/89 Präsidentin der Deutschen UNESCO-Kommission
- Fritz Baur (1911–1992), Rechtswissenschaftler
- Aquilin Ullrich (1914–2001), war als Arzt am Euthanasie-Programm beteiligt
- Hermann Leitherer (1919–1991), Bildhauer
- Klemens Ostertag (1922–2022), Fußballspieler
- Hannes Messemer (1924–1991), Schauspieler
- Heinz Butz (1925–2022), Maler und Zeichner, Lehrstuhlinhaber an der Akademie der Bildenden Künste München
- Otto Schönberger (* 1926), studierte Klassische Philologie, von ihm stammen zahlreiche Klassikerausgaben
- Ludwig Reisch (1943–2023), Prähistoriker
- Niklas Holzberg (* 1946), Altphilologe
- Karl Hörmann (* 1948), Mediziner und Hochschullehrer
- Anselm Kampik (* 1949), Augenarzt und Hochschullehrer in München und Würzburg
- Gerhard Zimmer (* 1949), Archäologe
- Isabell Götz (* 1957), Juristin, Vorsitzende des Deutschen Familiengerichtstages
- Wolfgang Öxler (* 1957), Benediktiner, siebter Erzabt von St. Ottilien
- Walter Bernhard LaGrand (1962–1999), Bankräuber, in den Vereinigten Staaten hingerichtet
- Markus Märkl (* 1967), Musiker (Cembalist, Organist und Pianist)
- Susanne Wiest (* 1967), Aktivistin für das bedingungslose Grundeinkommen
- Marianne Loibl (* 1967), Schriftstellerin
- Mike Bäuml (* 1968), Drehbuchautor
- Peter Felser (* 1969), Politiker (AfD) und Unternehmer
- Marion Gindhart (* 1970), Altphilologin und neulateinische Philologin
- Winfried Römer (* 1976), Biologe am bioss – Zentrum für biologische Signalstudien (Universität Freiburg)
- Felicitas Söhner (* 1976), Historikerin
- Johannes Lipp (* 1979), Musiker (Tubist)
- Silvia Stolz (* 1980), Intendantin
- Anika Höß (* 1990), Fußballspielerin und -trainerin
- Fabian Halbig (* 1992), Filmschauspieler und Musiker
- Marina Sauter (* 1997), Biathletin

### Mit Dillingen verbunden
- Sebald Mayer (16. Jh.), erster Dillinger Buchdrucker, 1549/1550 vom Kardinal Otto von Waldburg nach Dillingen geholt[14]
- Christoph Scheiner (1573–1650), Jesuit, Physiker, Optiker, Astronom und Erfinder
- Heinrich Wangnereck (1595–1664), Jesuit, Theologe, Kanzler der Universität
- Albert Curtz (1600–1671), Jesuit, Schriftsteller, Übersetzer, Astronom
- Heinrich Henrich (1614–1682), Schweizer Jesuit, Hochschullehrer und Bühnenautor
- Matthias Wolcker (1704–1742), Maler des Hochbarock
- Johann Kaspar Bürgisser (um 1800), Maler, gestaltete u. a. den Kirchenaltar in Wittislingen
- Johann Michael Fischer (1717–1801), der in Dillingen gestorbene Bildhauer schuf u. a. die Altäre und die Kanzel der Studienkirche, den Hochaltar in Steinheim und Nebenaltäre in St. Michael in Violau
- Joseph Anton Weißenbach (1734–1801), Theologe und Geistlicher, zwischen 1768 und 1772 Prediger am Ort
- Matthias Klostermayr (1736–1771), „Bayrischer Hiasl“, Wilderer, Anführer einer Räuberbande, in Dillingen verurteilt und erdrosselt, anschließend zertrümmert, geköpft und gevierteilt.
- Joseph Anton Laucher (1737–1813), Organist, Musikdirektor, Gesangslehrer, Komponist, seit 1774 in Dillingen als Lehrer tätig. Es ist eine Grundschule nach ihm benannt.
- Johann Michael Sailer (1751–1832), katholischer Theologe, Professor der Ethik und Pastoraltheologie in Dillingen an der Donau, 1821 Domkapitular und 1822 Weihbischof mit dem Recht der Nachfolge, 1829 Bischof von Regensburg
- Joseph von Weber (1753–1831), katholischer Theologe, Naturforscher, Professor für Naturwissenschaft in Dillingen an der Donau, 1821 Mitglied der Deutschen Akademie der Naturforscher Leopoldina
- Johann Balthasar Gerhauser (1766–1825), Regens des Priesterseminars
- Christoph von Schmid (1768–1854), katholischer Theologe, Jugendschriftsteller
- Franz Anton Nüsslein (1776–1832), katholischer Theologe, Professor für Philosophie und Naturgeschichte u. a. in Dillingen, Lehrbuch der Kunstwissenschaft (1819), Lehrbuch der Psychologie (1821)
- Johann Evangelist Wagner (1807–1886), katholischer Geistlicher, Professor in Dillingen und Gründer der Regens-Wagner-Stiftungen, Ehrenbürger verliehen 1883[15]
- Sebastian Kneipp (1821–1897), katholischer Priester und Hydrotherapeut, begann 1848 sein Studium der Theologie in Dillingen.
- Valentin Thalhofer (1825–1891), Professor für Pastoraltheologie, Abitur in Dillingen (1843), Studium in Dillingen und München, Professor für Bibelwissenschaft in Dillingen (1850), später Domdekan und Dompropst in Eichstätt.
- Peter Dagn (1847–1921), Kirchenmaler aus Kraiburger Malerfamilie
- Barbara Renz (1863–1955), die erste Frau in Süddeutschland, die einen Doktorgrad trug, hat hier lange Zeit gelebt und ist hier gestorben. Es ist eine Straße nach ihr benannt
- Peter Dausch (1864–1944), Exeget, Buchautor und Professor der Theologie, wirkte von 1903 bis 1930 in Dillingen und starb dort als Emeritus 1944.
- Sebastian Euringer (1865–1943), Bibelwissenschaftler und Semitist, Professor für alttestamentliche Exegese in Dillingen (1900–1924)
- Paul Zenetti (1866–1943), Geologe und Historiker, Ehrenbürger verliehen 1941[16]
- Georg Graf (1875–1955), katholischer Theologe, Orientalist
- Schwester Agreda Dirr (1880–1949), Taubstummenpädagogin
- Franz Matuska (1880–1971), ungarischer Bildhauer
- Bernd Mumm von Schwarzenstein (1901–1981), deutscher Diplomat, Gegner der NS-Diktatur
- Lothar Schätzl (1914–2006), Künstler und Kunsterzieher
- Hilda Sandtner (1919–2006), Künstlerin und Professorin am Lehrstuhl für Kunsterziehung der Pädagogischen Hochschule Augsburg, Meisterschülerin des Glasmalers Prof. Josef Oberberger, Gestaltung der Kirchenfenster des Augsburger Doms, Gründerin des Textilmuseums Mindelheim
- Heinz Piontek (1925–2003), Schriftsteller
- Peter Rummel (1927–2014), katholischer Kirchenhistoriker
- Carmen Hanganu (1934–2024), Opernsängerin, Gesangspädagogin
- Erich Pawlu (1934–2022), Schriftsteller
- Schwester Vera Fischer (* 1943), Pädagogin
- Die Killerpilze, eine dreiköpfige Rockband
- Klemens Ostertag (1922–2022), Fußballspieler (TSV Schwaben Augsburg, BC Augsburg, SSV Dillingen)
- Albert Coers (* 1975), Künstler